# Natalia de Molina

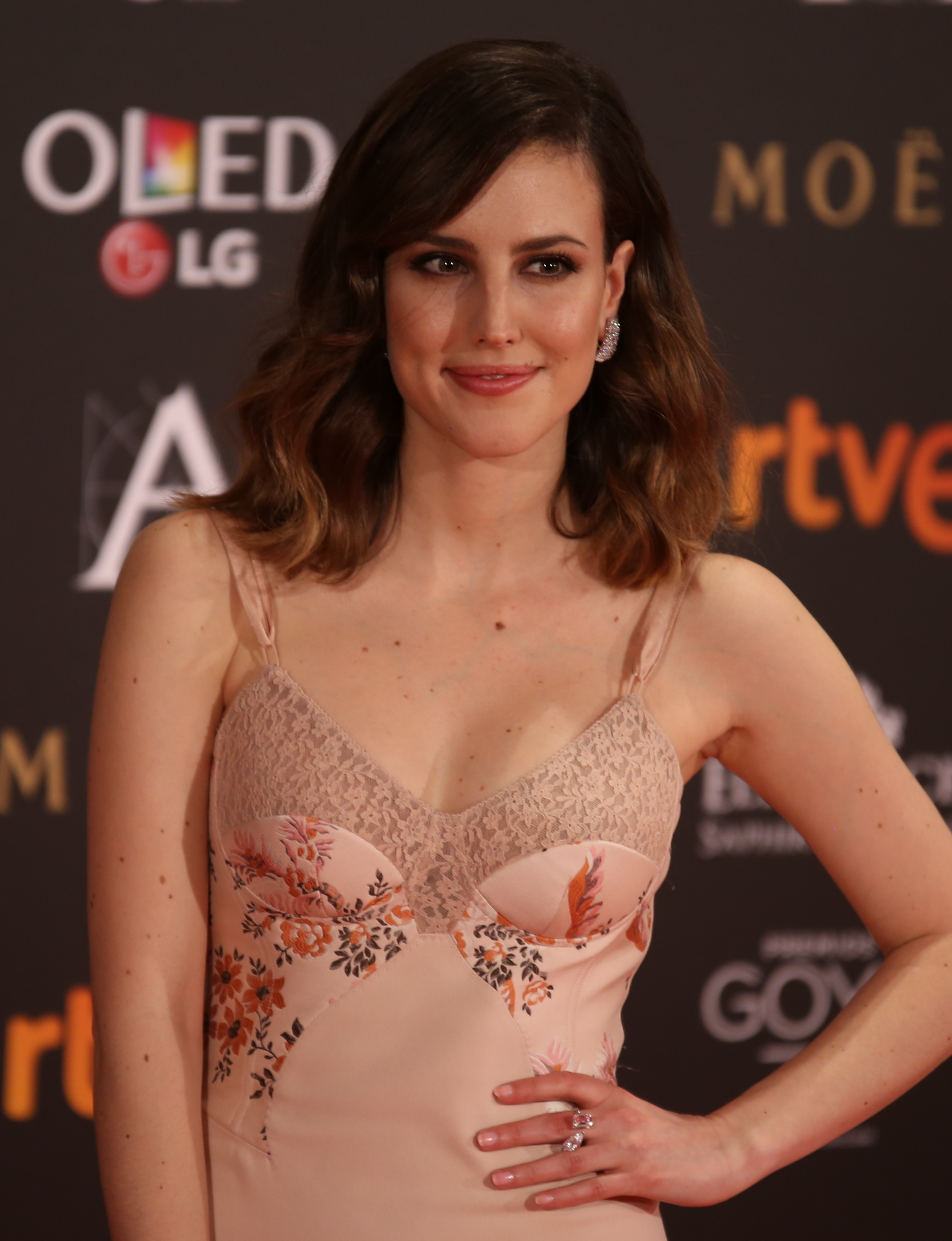
Natalia de Molina (2017)

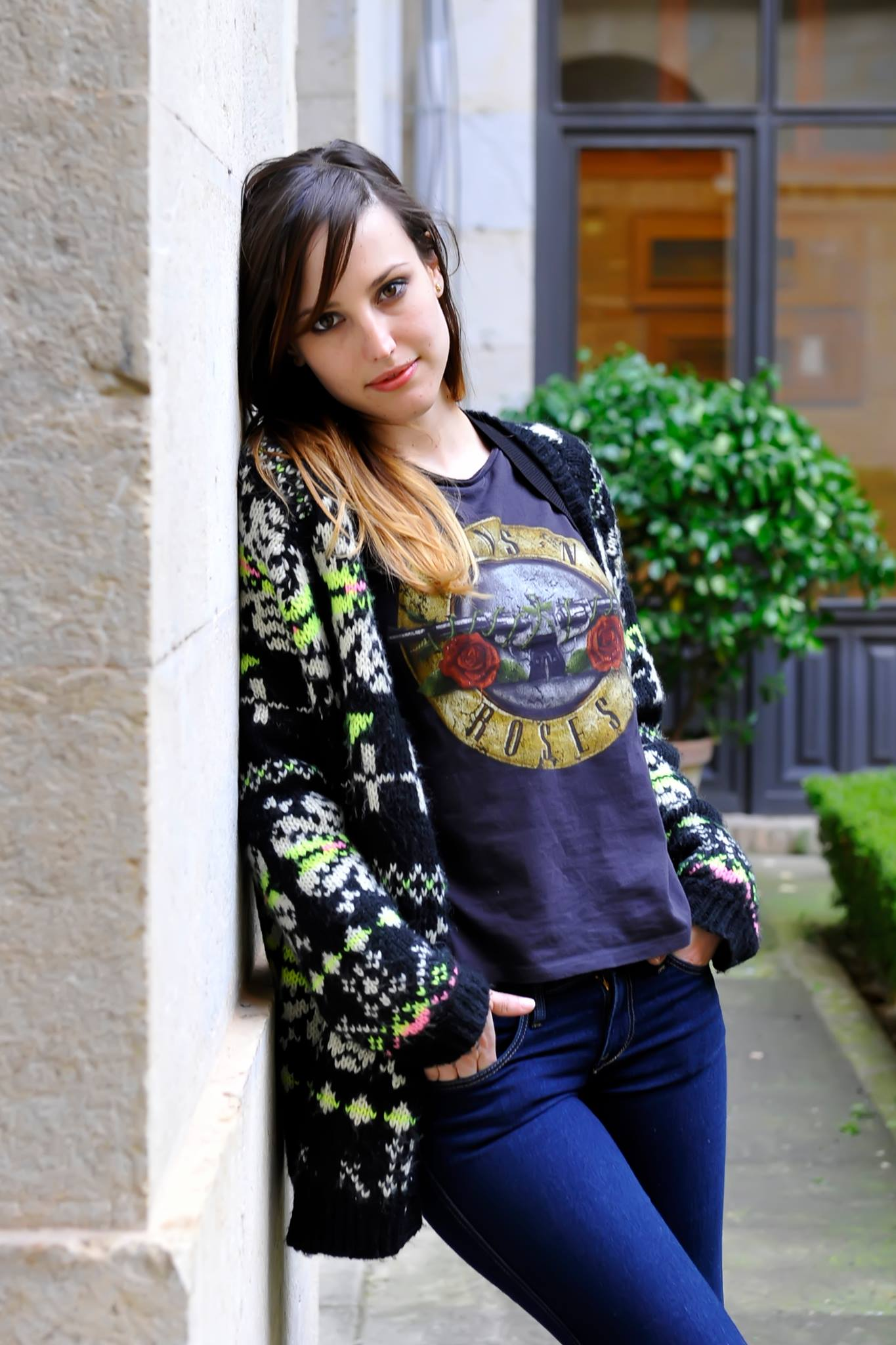
Natalia de Molina (2014)

Natalia de Molina Díaz (* 19. Dezember 1990 in Linares, Jaén) ist eine spanische Schauspielerin, Gewinnerin des European Shooting Star 2015 auf der Berlinale und zweier Goya-Preise.

## Leben
Natalia de Molina wuchs in Granada auf, sie ist die jüngere Schwester der Schauspielerin Celia de Molina. Ihr Durchbruch gelang ihr in Living Is Easy with Eyes Closed (2013), für den sie einen Goya Award in der Kategorie Beste Nachwuchsdarstellerin erhielt. Zwei Jahre später gewann sie den Goya Award als Beste Hauptdarstellerin für ihre Rolle als arbeitslose alleinerziehende Mutter in Food and Shelter (2015). Einem breiten internationalen Publikum bekannt wurde sie 2019 durch die Rolle der Elisa in dem Drama Elisa und Marcela, einem Film über die erste geschlossene gleichgeschlechtliche Ehe in Spanien.
Seit 2018 ist sie Mitglied der Academy of Motion Picture Arts and Sciences, die für die Verleihung des Oscars bekannt ist.

## Filmografie (Auswahl)
- 2013: Living Is Easy with Eyes Closed (Vivir es fácil con los ojos cerrados)
- 2013: Temporal
- 2014–2015: Bajo sospecha (Fernsehserie, 28 Folgen)
- 2015: Como Sobrevivir a una Despedida?
- 2015: Solo química
- 2015: Food and Shelter (Techo y comida)
- 2015: Pozoamargo
- 2016: Kiki – Leidenschaftlich Spanisch (Kiki, el amor se hace)
- 2016: Web Therapy (Fernsehserie, 3 Folgen)
- 2016: Los del túnel
- 2016–2017: El Antivlog (Fernsehserie, 6 Folgen)
- 2017: La lumière de l’espoir (Fernsehfilm)
- 2017: El fin de la comedia (Fernsehserie, Folge 2x06)
- 2018: You Shall Not Sleep (No dormirás)
- 2018: Quién te cantará
- 2018: Animales sin collar
- 2018: Die Kathedrale des Meeres (La catedral del mar, Fernsehserie, 2 Folgen)
- 2019: Elisa und Marcela
- 2019: 522. Un gato, un chino y mi padre
- 2019: Adiós – Die Clans von Sevilla (Adiós)
- 2019: Foodie Love (Fernsehserie, 2 Folgen)
- 2020: Las niñas (Mädchen)
- 2021: Operación Camarón
- 2022: Frieden, Liebe und Death Metal (Un año, una noche)
- 2022: La maniobra de la tortuga
- 2022: Contando ovejas
- 2022: Spieglein, Spieglein (Espejo, Espejo)
- 2022: Simple (Fácil, Fernsehserie, 5 Folgen)
- 2023: Asedio
- 2024: Cuarentena (Kurzfilm)
- 2024: Mano de hierro (Fernsehserie, 8 Folgen)
- 2024: ¿Es el enemigo? La película de Gila
- 2024: Desmontando un elefante

## Auszeichnungen (Auswahl)
Goya
- Auszeichnungen:

2014: Beste Nachwuchsdarstellerin für Vivir es fácil con los ojos cerrados
2016: Beste Hauptdarstellerin für Techo y comida
European Shooting Stars
- Auszeichnungen:

2015: Schauspielerin